# Locko Park
Locko Park är ett country house (herrgård) i Storbritannien.   Den ligger i grevskapet Derbyshire och riksdelen England, i den södra delen av landet, 180 km nordväst om huvudstaden London. Locko Park ligger 87 meter över havet.
Terrängen runt Locko Park är platt. Runt Locko Park är det tätbefolkat, med 286 invånare per kvadratkilometer. Närmaste större samhälle är Nottingham, 16,4 km öster om Locko Park. Trakten runt Locko Park består till största delen av jordbruksmark.